# شوگون (مجموعه تلویزیونی ۲۰۲۴)
شوگون (به انگلیسی: Shōgun) یک مجموعهٔ تلویزیونی درام تاریخی آمریکایی است که به‌دست ریچل کندو و جاستین مارکس ساخته شده است. این مجموعه بر پایهٔ رمانی به همین نام نوشتهٔ جیمز کلیول در سال ۱۹۷۵ است که قبلاً به یک مینی‌سریال دیگر در سال ۱۹۸۰ اقتباس شده بود. گروه بازیگران آن شامل هیرویوکی سانادا، کوسمو جارویس، آنا ساوایی، تادانابو آسانو، تاکه‌هیرو هیرا، تامی بستو و فومی نیکاایدو می‌شوند. اگرچه این مجموعه محصول آمریکاست، بیشتر گروه بازیگران ژاپنی هستند و اکثریت دیالوگ‌ها به زبان ژاپنی بیان می‌شوند.
دو قسمت نخست فصل یکم در ۲۷ فوریهٔ ۲۰۲۴ در اف‌اکس آن هولو و اف‌اکس به نمایش درآمد و قسمت‌های بعدی آن به‌صورت هفتگی تا ۲۳ آوریل ۲۰۲۴ پخش شدند. این مجموعه با نقدهای مثبتی از سوی منتقدان روبه‌رو شد. به دنبال موفقیت شوگون، ساخت فصل دوم و سوم در دستور کار قرار گرفت.
در سال ۲۰۲۴، شوگون نخستین مجموعهٔ ژاپنی‌زبان بود که برندهٔ جایزهٔ امی پرایم‌تایم در رشتهٔ مجموعهٔ درام برجسته شد و ۱۸ مورد از ۲۵ نامزدی امی خود را به دست آورد. بعد از بازی مرکب، این دومین سریال غیرانگلیسی‌زبان بود که نامزد جایزهٔ مجموعهٔ درام برجسته شد و نخستین سریال غیرانگلیسی‌زبانی بود که آن را دریافت کرد.

## داستان
شوگون داستان برخورد دو مرد جاه‌طلب از جهان‌های مختلف و زن مرموز یک سامورایی را دنبال می‌کند: «جان بلکتورن، ملوان انگلیسی ریسک‌پذیری است که با کشتی آسیب‌دیده‌اش در ژاپن (سرزمینی که فرهنگ ناآشنایش نهایتاً او را بازتعریف خواهد کرد) سر درمی‌آورد؛ ارباب توراناگا، یک دایمیو زیرک و قدرتمند، در تقابل با رقبای خطرناک و سیاسی خود قرار گرفته و بانو ماریکو، زنی با مهارت‌های بسیار ارزشمند اما با اصالت خانوادگی ناشایستی‌است که باید ارزش و وفاداری خود را ثابت کند».
رمان شوگون اثر جیمز کلیول، داستانی تاریخی است. این مجموعه به زبان ژاپنی و انگلیسی روایت می‌شود و بخش انگلیسی دیالوگ‌ها، در واقع به زبان پرتغالی بوده است. شخصیت جان بلکتورن کمابیش مبتنی بر دریانورد تاریخی انگلیسی به نام ویلیام آدامز است که در دوره ادو ژاپن، تحت نظر قدرتمندترین دایمیو و سپس بنیان‌گذار و نخستین شوگون از شوگون‌سالاری توکوگاوا، یعنی توکوگاوا ایه‌یاسو، به یک سامورایی تبدیل شد. زندگی و حکومت توکوگاوا ایه‌یاسو از ۱۵۴۳ تا ۱۶۱۶ به درازا انجامید و شخصیت یوشی توراناگا در رمان و فیلم مبتنی بر اوست.

## بازیگران
در فهرست زیر، نام بازیگران و شخصیت‌هایشان به‌همراه نام چهرهٔ تاریخی که شخصیت بر پایهٔ آن ساخته شده است درون پرانتز آمده است:

### بازیگران اصلی
- هیرویوکی سانادا در نقش ارباب یوشی توراناگا (توکوگاوا ایه‌یاسو (۱۵۴۳–۱۶۱۶))
- کوسمو جارویس در نقش سرناوبر جان بلکتورن (آنجین) (ویلیام آدامز (۱۵۶۴–۱۶۲۰))
- آنا ساوایی در نقش بانو تودا ماریکو (هوسوکاوا تاما (۱۵۶۳–۱۶۰۰))
- تادانابو آسانو در نقش ارباب کاشیگی یابوشیگه (هوندا ماسانوبو (۱۵۳۸–۱۶۱۶))
- تاکه‌هیرو هیرا در نقش ارباب ایشیدو کازوناری (ایشیدا میتسوناری (۱۵۵۹–۱۶۰۰))
- تامی بستو در نقش پدر مارتین آلویتو (ژواو رودریگز (۱۵۶۱–۱۶۳۴))
- فومی نیکاایدو در نقش بانو اوچیبا نو کاتا (یودو دونو (۱۵۶۹–۱۶۱۵))

### دیگر بازیگران
- هیروتو کانای در نقش کاشیگی امی (هوندا ماسازومی (۱۵۶۶–۱۶۳۷))
- موِکا هوشی در نقش اوسامی فوجی
- شینوسوکه آبه در نقش تودا بونتارو (هوسوکاوا تادائوکی (۱۵۶۳–۱۶۴۶))
- تاکوما نیشیوکا در نقش تودا هیروماتسو (هوسوکاوا فوجیتاکا (۱۵۳۴–۱۶۱۰))
- فومیو کوهیناتا در نقش امپراتور تایکو (تویوتومی هیده‌یوشی (۱۵۳۷–۱۵۹۸))
- یاسوناری تاکشیما در نقش موراجی
- یوکی کورا در نقش یوشی ناگاکادو (ماتسودایرا تادایوشی (۱۵۸۰–۱۶۰۷))
- یوکا کوری در نقش کیکو
- یوریکو دوگوچی در نقش کیری نوکاتا (بانو آچا (۱۵۵۵–۱۶۳۷))
- اکو اوهنو در نقش بانو ایو (دایُوین) (کودای این (۱۵۴۹–۱۶۲۴))
- توشی تودا در نقش سوگیاما (مائدا توشی‌ایه (۱۵۳۹–۱۵۹۹))
- هیرو کاناگاوا در نقش ایگوراشی
- جونیچی تاجیری در نقش اوجیرو
- نستر کاربونل در نقش واسکو رودریگز
- نوبویا شیماموتو در نقش نبارا جوزن
- یوکی کدوین در نقش تاکِمارو
- ماکو فوجیماتو در نقش شیزو نوکاتا
- هارونو نیئیاما در نقش ناتسو نوکاتا
- هیروموتو ایدا در نقش کیاما اُکون ساداناجا (کونیشی یوکیناگا (۱۵۵۵–۱۶۰۰))
- تاکِشی کوروکاوا در نقش اونو هارونوبو (اوتانی یوشیتسوگو (۱۵۵۸–۱۶۰۰))
- یوکو میاموتو در نقش جین
- یوشی آمائو در نقش سارا

## قسمت‌ها
| شم. | عنوان                       | کارگردان           | نویسنده                      | تاریخ انتشار اصلی | U.S. تعداد بیننده (میلیون) |
| --- | --------------------------- | ------------------ | ---------------------------- | ----------------- | -------------------------- |
| ۱ | «بخش یکم: سکاندار»          | جاناتان ون تالکن   | ریچل کندو و جاستین مارکس     | ۲۷ فوریه ۲۰۲۴     | ۰٫۷۶۴                      |
| در سال ۱۶۰۰ میلادی، یک کشتی بازرگانی هلندی به نام اراسموس و خدمه‌های زنده‌مانده آن به آنجیرو در سواحل ژاپن می‌رسند. پس از خودکشی ناخدای کشتی، ناوبر انگلستانی یعنی جان بلکتورن، به‌دست جنگجویان سامورایی اسیر می‌شود. تایکو به تازگی درگذشته و حکومت به‌طور مساوی بین پنج نایب‌السلطنه از دایمیو‌های بزرگ یعنی ایشیدو کازوناری، سوگیاما، کیاما اوکون ساداناگا، اونو هارونوبو و یوشی توراناگا که از سوی تایکو متوفی برای محافظت از فرزند وارث پسرش، تویوتومی هیده‌یوری تعیین شده بودند، تقسیم شده است. بازرگانان پرتغالی و یسوعیان کلیسای کاتولیک دشمنان مذهبی بلکتورن انگلیسی پروتستان هستند. در ابتدا کشیش کاتولیک محل تلاش می‌کند تا بلکتورن را به‌عنوان دزد دریایی معرفی کند تا اعدام شود؛ اما کاشیگی یابوشیگه ارباب آن منطقه درخواست کشیش را رد می‌کند و مخفیانه نقشه می‌کشد تا در صورت وقوع جنگ، از کشتی هلندی که حامل چندین توپ و صدها تفنگ است به نفع خود استفاده کند. در قلعه اوساکا، چهار نایب‌السلطنه قصد دارند توراناگا و همه قبیله‌هایش را استیضاح و محکوم کنند. جاسوسی در آنجیرو در مورد بلکتورن اسیر شده و کشتی‌اش به توراناگا خبر می‌دهد و توراناگا هم به ژنرال خود تودا هیروماتسو دستور می‌دهد تا آن کشتی و محموله‌اش را مصادره کند و آن دریانورد خارجی را هم به قلعه بیاورد. دریانورد دیگر، واسکو رودریگز (یک اسپانیایی در خدمت پرتغالی‌ها) با کشتی ژاپنی می‌رود تا بلکتورن و محمولهٔ اراسموس را به اوساکا بیاورد؛ اما در طول راه، موج طوفانی رودریگز را به دریا می‌اندازد. بلکتورن فرماندهی کشتی را بر عهده می‌گیرد و رودریگز را نجات می‌دهد و این‌گونه، او را به خود مدیون می‌کند. کشتی رودریگز به اوساکا می‌رسد و بلکتورن به قلعه برده می‌شود و در آنجا با توراناگا و بانو تودا ماریکو آشنا می‌شود. |                             |                    |                              |                   |                            |
| ۲ | «بخش دوم: خادمان دو ارباب»  | جاناتان ون تالکن   | ریچل کندو و جاستین مارکس     | ۲۷ فوریه ۲۰۲۴     | ۰٫۷۶۴                      |
| فیلم به یک‌سال قبل می‌رود. امپراتور تایکو درحال مرگ، پنج نایب‌السلطنه‌اش را منصوب می‌کند، اما اعتراف می‌کند که تنها به توراناگا اعتماد دارد. فیلم به سال ۱۶۰۰ بازمی‌گردد، رودریگز کتاب و مجله مصادره شدهٔ بلکتورن را که حاوی شرح اطلاعات مخفی تجاری اسپانیا و پرتغال است، به یسوعی‌ها می‌دهد. هم ماریکو و هم کشیش یسوعی مارتین آلویتو سخنان بلکتورن را ترجمه می‌کنند؛ اما ناگهان ایشیدو وارد می‌شوند و توراناگا برای مشکوک نشدن تظاهر به بی‌علاقگی به بلکتورن می‌کند و او را به زندان نیز می‌اندازد تا این‌گونه او را از ایشیدو دور نگه دارد. او به این فکر می‌کند که می‌تواند از حضور بلکتورن برای ایجاد تفرقه بین ایشیدو و دایمیوهای مسیحی، یعنی کیاما و اونو استفاده کند. بلکتورن در زندان با یک زندانی روحانی فرانسیسکن به نام پدر دومینگو ملاقات می‌کند. دومینگو توضیح می‌دهد که توراناگا یکی از پنج جنگ‌سالار سامورایی نایب‌السلطنه است که تلاش می‌کند به جایگاه شوگون، یعنی فرماندار کل نظامی ژاپن صعود کند، جایگاهی که از سال ۱۵۷۳ کسی عهده‌دارش نیست. او همچنین به بلکتورن اطلاع می‌دهد که توراناگا درحال شکست خوردن است و کشتی سیاه پرتغالی سود هنگفتی حاصل از تجارت ابریشم بین چین و ژاپن را با استفاده از یک پایگاه نظامی مخفی در ماکائو که توسط رونین‌ها (سربازان خصوصی گرویده به کاتولیک) محافظت می‌شود، به اروپا برمی‌گرداند و اینکه کلیسای پرتغالی برای تحریک قیام علیه تایکو به ژاپن اسلحه قاچاق کرده است. ایشیدو از چهار بوشو دیگر برای رای‌گیری در مورد استیضاح توراناگا دعوت می‌کند، اما کیاما و اونو تا زمانی که بلکتورن اعدام نشود از امضای قرارداد خودداری می‌کنند و ایشیدو با اکراه موافقت می‌کند. بعدها یابوشیگه، خادم فرصت‌طلب توراناگا، ایشیدو را متقاعد می‌کند که بلکتورن می‌تواند در تشخیص نقشه‌های مسیحیان برای ژاپن مفید باشد. پس هنگامی بلکتورن را برای اعدام می‌برند، توسط مردان یابوشیگه که خود را به عنوان راهزن معرفی می‌کنند، نجات می‌یابد. او در گفت و گوی دومش با توراناگا (که این‌بار ماریکو در آن به عنوان مترجم حضور دارد)، توضیح می‌دهد که پرتغال و اسپانیا از سال ۱۴۹۴ ادعای مالکیت ژاپن را مطرح کرده‌اند و فاش می‌کند که هدف نهایی آن‌ها جایگزینی دولت ژاپن با دولت کاتولیک است و وجود پایگاه مخفی کاتولیک در ماکائو را نیز به او می‌گوید. توراناگا، ماریکو و همه ژاپنی‌های حاضر از شنیدن اینکه چگونه تمام ژاپن متعلق به پادشاه پرتغال است، شوکه می‌شوند و توراناگا در تلافی این گمانه‌زنی، کشتی سیاه پرتغالی را از ترک اوساکا منع می‌کند. در همان شب، قاتلی از سوی کیاما به نمایندگی از یسوعیان نزدیک بود توراناگا را بکشد؛ اما موفق نمی‌شود. توراناگا می‌فهمد که هدف واقعی قاتل در اصل بلکتورن بوده است و یسوعیان تلاش دارند به هر طریق او را به قتل برسانند. |                             |                    |                              |                   |                            |
| ۳ | «بخش سوم: فردا فرداست»      | شارلوت برندستروم   | شانون گاس                    | ۵ مارس ۲۰۲۴       | ۰٫۴۹۲                      |
| ارباب یابوشیگه پیش از ملاقات با توراناگا وصیت‌نامه‌اش را می‌نویسد چون معتقد است که حتماً به قتل خواهد رسید. در عوض، توراناگا به او وعده تیول بزرگتری را می‌دهد و به او دستور می‌دهد که بلکتورن (که او را «آنجین» به معنی «سکاندار» صدا می‌زنند) و همسر توراناگا، بانو کری را به دهکده ماهیگیری خود منتقل کند. در مقر پرتغالی‌ها، کاپیتان فریرا ممنوعیت رسمی کشتی سیاه را رد می‌کند و با بی‌توجهی به مخالفت کلیسا و پیامدهای منفی دیپلماتیک، به رودریگز دستور می‌دهد که همان شب آنجا را ترک کنند. در قصر، کاروانی که بلکتورن را همراهی می‌کند، شامل بونتارو (شوهر ماریکو)، یابوشیگه، بانو کری و پسر توراناگا، آماده رفتن می‌شود. پیش از اینکه آن‌ها بتوانند از قلعه خارج شوند، ایشیدو به بهانه ادای احترام سر می‌رسد. توراناگا مخفیانه جای همسرش را در تخت روان می‌گیرد و بلکتورن و ماریکو موضوع را می‌فهمند. ماریکو به او می‌گوید که اگر این حیله کشف شود، توراناگا و همه آن‌ها کشته خواهند شد. در نهایت کاروان موفق می‌شود با حیله بلکتورن قلعه اوساکا را ترک کند و به سوی بندر بگریزد؛ اما در اواخر همان شب توسط افراد کیاما که قصد دارند هرطور شده بلکتورن دردسر ساز را بکشند، مورد حمله قرار می‌گیرند و به سختی فرار می‌کنند و بونتارو (شوهر ماریکو) پشت سر می‌ماند تا جلوی مهاجمان را بگیرد. توراناگا با سوار شدن بر کشتی سیاه، با پرتغالی‌ها ملاقات می‌کند و قراردادی می‌بندد و به آن‌ها اجازه خروج، مقداری سکه نقره و اجازه ساخت کلیسا در ادو را در ازای عبور با کشتی‌شان را می‌دهد. پرتغالی‌ها به شرط سوار نکردن بلکتورن موافقت می‌کنند. فریرا، رودریگز و توراناگا با کشتی سیاه حرکت می‌کنند؛ اما بلکتورن خودجوش کشتی سیاه را با یک کشتی گالی متعلق به توراناگا دنبال می‌کند و به آن‌ها می‌رسد. ناخدای کشتی به رودریگز که سکان‌دار است می‌گوید با تنگ‌کردن مسیر، کشتی بلکتورن را به صخره‌ها بکوبد؛ اما در آخرین لحظات رودریگز این کار را نمی‌کند تا این‌گونه دِین خود را ادا کرده باشد. در اوساکا، هیروماتسو به نایب السلطنه‌ها اطلاع می‌دهد که توراناگا از سمت خود استعفا داده است، به این معنی که آن‌ها دیگر حد نصاب رای دادن در مورد استیضاح او را ندارند. توراناگا در دریا بلکتورن را به عنوان هاتاموتو منصوب می‌کند و از او می‌خواهد تاکتیک‌های اروپایی را به یک هنگ جدید آموزش دهد و به او نشان دهد که چگونه شیرجه بزند که نشان از صمیمی شدن آن‌ها دارد. |                             |                    |                              |                   |                            |
| ۴ | «بخش چهارم: حفاظ هشت‌لایه»   | فردریک ئی.او. توی  | نایجل ویلیامز و امیلی یوشیدا | ۱۲ مارس ۲۰۲۴      | ۰٫۵۱۷                      |
| پس از ورود گالی به آجیرو، توراناگا پیش از عزیمت برای امور ضروری از ارتش یابوشیگه بازدید می‌کند. ماریکو به بلکتورن اطلاع می‌دهد که افرادش به ادو منتقل شده‌اند و آن‌ها و اراسموس اکنون متعلق به توراناگا هستند. علاوه بر این، به او خانه، حقوق و هم‌نشینی به نام فوجی داده می‌شود، مشروط بر اینکه به مدت شش ماه ارتش یابوشیگه را در تاکتیک‌های رزمی آموزش دهد. در همین حال، اومی به یابوشیگه پیشنهاد می‌کند که در غیاب توراناگا، یابوشیگه می‌تواند اسلحه‌ها و توپ‌های مصادره‌شده را بگیرد و به ایشیدو عرضه کند. در طول هفته اول آموزش، بلکتورن اصول اولیه نبرد دریایی انگلیسی را به ژاپنی‌ها آموزش می‌دهد و ماریکو هم آموزش‌های او را در دفتری ثبت می‌کند. تا اینکه نبارا جوزن به عنوان سفیر ایشیدو از راه می‌رسد و به یابوشیگه می‌گوید که برای بخشش و زنده‌ماندن به اوساکا برگردد و به شورا اعلام وفاداری کند؛ اما یابوشیگه که هنوز نمی‌داند بین دو قدرت توراناگا و ایشیدو چه کسی را انتخاب کند، برای وقت خریدن جوزن را دعوت می‌کند که برای مشاهدهٔ عملکرد توپ‌ها در آجیرو بماند. همان شب، اومی پیش ناگاکادو می‌رود و او را برای بی‌تفاوت نبودن نسبت به ورود جوزن تحریک می‌کند. همان وقت بلکتورن به نشانه قدردانی یکی از تفنگ‌های خود را به فوجی می‌دهد. فوجی هم در عوض شمشیرهای پدر مرحومش را به او می‌دهد. رابطه احساسی عمیقی بین ماریکو و بلکتورن شکل گرفته است. نیمه شب ماریکو مخفیانه به خوابگاه بلکتورن می‌رود و با او معاشقه می‌کند. روز بعد، در طول آزمایش توپ‌ها، ناگهان ناگاکادو امور را به دست می‌گیرد و جوزن و همه افرادش را قتل‌عام می‌کند و این کار او عملاً باعث آغاز جنگ می‌شود. |                             |                    |                              |                   |                            |
| ۵ | «بخش پنجم: تسلیمِ مشت»       | فردریک ئی.او. توی  | مت لمبرت                     | ۱۹ مارس ۲۰۲۴      | ۰٫۵۵۴                      |
| توراناگا با ارتشی عظیم از وفاداران خود به آجیرو بازمی‌گردد و با اطلاع از کشته‌شدن جوزن توسط پسرش، فرماندهی توپخانه را از او سلب می‌کند و این مقام را به اومی می‌دهد. بونتارو نیز ناباورانه پس از زنده‌ماندن در اوساکا، همراه با توراناگا بازمی‌گردد و در خانه بلکتورن که همسرش ماریکو نیز در آنجاست جای می‌گیرد. این موضوع باعث وحشت ماریکو و فوجی می‌شود. توراناگا به بلکتورن قرقاول تازه شکار شده‌ای هدیه می‌دهد و او نیز آن را در حیاط جلوی خانه‌اش آویزان می‌کند و به هم‌خانه‌ها دستور می‌دهد که به آن دست نزنند [و به شوخی می‌گوید] وگرنه می‌میرند. طی شام، بلکتورن و بونتارو مشروب‌خواری می‌کنند و بلکتورن در حالت مستی از بونتارو می‌خواهد که مهارت‌های تیراندازی زبانزدش را ثابت کند. در ادامه، بونتارو همسرش ماریکو را مجبور می‌کند که به بلکتورن بگوید چگونه پدرش لرد آکچی جینسای، لرد کورودا، امپراتور پیش از تایکو را به قتل رساند و چگونه او مجبور شد خانواده‌اش را پیش از ارتکاب هاراکیری اعدام کند و بگوید که چرا او با بونتارو ازدواج کرد و مجبور شد که به عنوان کفاره جنایت پدرش با ننگ زندگی کند. در همان شب، بونتارو که از احساسات بین همسرش و بلکتورن عصبانی است، او را کتک می‌زند و بلکتورن با اطلاع از این موضوع با او در بیرون روبه‌رو می‌شود، اما بونتارو شمشیر خود را زمین می‌گذارد و به خاطر مزاحمتی که در خانه‌اش ایجاد کرده عذرخواهی می‌کند. روز بعد، بلکتورن پس از درد و دل با ماریکو به خانه برمی‌گردد و متوجه می‌شود که اوجیرو، باغبان خانه‌اش، قرقاول پوسیده را پایین آورده و چون از دستور او سرپیچی کرده اعدام شده است. بلکتورن از این جدیت و خشونت فرهنگ ژاپنی به هم می‌ریزد و پیش توراناگا می‌رود و از او درخواست ترک دائمی ژاپن را می‌کند که ناگهان زلزله عظیمی باعث رانش زمین می‌شود و بلکتورن توراناگا را از زنده به گور شدن نجات می‌دهد. زلزله هزاران نفر از سربازان توراناگا و مردم دهکده را می‌کشد. بلکتورن به آجیرو برمی‌گردد و متوجه می‌شود که فوجی هم به دلیل زمین‌لرزه مجروح شده است. در همین زمان در اوساکا، نایب‌السلطنه‌های باقی‌مانده دربارهٔ اینکه چه کسی جای توراناگا را در شورا خواهد گرفت، بحث می‌کنند. تا اینکه بانو اوچیبا (همسر تایکو و مادر ولیعهد) سر می‌رسد و به ایشیدو می‌گوید که شورا اکنون باید از او اطاعت کند. |                             |                    |                              |                   |                            |
| ۶ | «بخش ششم: بانوان دنیای بید» | هیرومی کاماتا      | میگان هوانگ                  | ۲۶ مارس ۲۰۲۴      | ۰٫۵۲۳                      |
| در سال ۱۵۷۸، ماریکو توسط پدرش جینسای فرستاده می‌شود تا در خانه نوبوهیسا زندگی کند. جایی که او با دخترش (بانو اوچیبا آینده) از کودکی دوست می‌شود. یک شب، ماریکو شاهد اعدام متحدان پدرش توسط نوبوهیسا است در حالی که او با عصبانیت به او نگاه می‌کند. فیلم به سال ۱۶۰۰ بازمی‌گردد. توراناگا در مراسم تشییع جنازه قربانیان زلزله، بلکتورن را برای نجات دادن جانش برای بار دوم به عنوان دریاسالار و ژنرال توپخانه‌اش منسوب می‌کند و تیول بزرگی نیز به او می‌بخشد. این موضوع باعث حسادت برخی فرماندهان می‌شود. صبح روز بعد، توراناگا بونتارو را به خاطر کتک‌زدن ماریکو و بی‌احترامی در خانه بلکتورن سرزنش می‌کند و به او دستور می‌دهد تا یک هفته از او دور بماند. در همین حال بلکتورن هم پیش توراناگا می‌آید و دوباره تقاضای گرفتن کشتی‌اش و اجازه حمله به پرتغالی‌ها را می‌کند. توراناگا باز درخواست او را رد می‌کند. اما برای آرامش خاطرش از ماریکو می‌خواهد که یک شب او را به فاحشه‌خانه مشهور ده که به «دنیای بید» معروف است ببرد. بلکتورن شب را با کیکو محبوب‌ترین فاحشه آنجیرو سر می‌کند. توراناگا برای ماریکو فاش می‌کند که در واقع پدرش جینسای می‌خواست با شوهر دادن او، او را زنده نگه دارد تا پس از مرگ خودش، او به وظیفه‌اش برای محافظت از ژاپن ادامه دهد. در قلعه اوساکا، سه نایب‌السلطنه باقی مانده و خانواده‌هایشان توسط اوچیبا و ایشیدو، گروگان گرفته شده‌اند. اوچیبا و ایشیدو به ایتو پیشنهاد می‌کنند تا جای توراناگا را در شورا حضور بگیرد. شورا برای رای‌گیری در مورد انتخاب ایتو به عنوان نایب‌السلطنه تشکیل جلسه می‌دهد؛ اما سوگیاما از تأیید او امتناع می‌ورزد و می‌رود. بعداً، اوچیبا به ایشیدو توضیح می‌دهد که دلیل این همه دشمنی‌اش با توراناگا، از آنجاست که او معتقد است که درواقع این توراناگا بوده است که نقشه مرگ پدرش را طراحی کرده بوده. شب هنگام سوگیاما سعی می‌کند با خانواده‌اش از اوساکا فرار کند؛ اما همگی آن‌ها توسط سربازان ایشیدو قتل‌عام می‌شوند. هیروماتسو با رسیدن به آجیرو، توراناگا را از وضعیت اوساکا مطلع می‌کند. شورای جنگی توراناگا می‌خواهد از طرحی موسوم به «آسمان خونین» استفاده کند که شامل حمله به قلعه اوساکا و تشکیل دولت جدید در پی آن است. توراناگا در ابتدا از انجام چنین حمله‌ای امتناع می‌ورزد؛ زیرا می‌داند که در صورت موفقیت این طرح، به احتمال زیاد به شوگون جدید تبدیل خواهد شد ولی او با شوگون‌سالاری مخالف است. هنگامی خبر مرگ سوگیاما به آجیرو می‌رسد، توراناگا متوجه می‌شود که استیضاح او اجتناب‌ناپذیر است و اعلام می‌کند که برای محافظت از وارث تایکو (ولیعهد) و محدود کردن خونریزی‌های آینده، نقشهٔ آسمان خونین را به اجرا در خواهد آورد. |                             |                    |                              |                   |                            |
| ۷ | «بخش هفتم: عود زمان»        | تاکه‌شی فوکوناگا    | مت لمبرت                     | ۲ آوریل ۲۰۲۴      | ۰٫۵۴۰                      |
| در سال ۱۵۵۴، توراناگا ۱۲ ساله، نخستین پیروزی خود را در نبرد به دست می‌آورد. خاطره اولین گردن‌زدنش تا امروز او را رها نکرده است. فیلم به سال ۱۶۰۰ بازمی‌گردد. توراناگا و ارتشش در راهی منتظراند تا با برادر قطع رابطه کرده توراناگا، سائکی نوبوتاتسو، ملاقات کنند. این دو در مورد شرایط ادغام دو ارتش خود برای حمله به اوساکا به عنوان بخشی از نقشه آسمان خونین صحبت کنند. در طول شام، سائکی می‌گوید که به او پیشنهاد شده که نایب‌السلطنه پنجم شود. سربازان از قبل کمین کرده او به سرعت تمام آجیرو را محاصره می‌کنند. او اعتراف می‌کند که پیشنهاد شورا را قبول کرده است و به توراناگا می‌گوید که او باید تصمیم بگیرد که به اوساکا برود و تسلیم شورا شود یا با جنگ قریب‌الوقوع روبه‌رو شود. توراناگا به سائکی اطلاع می‌دهد که تا غروب آفتاب فردا تصمیم خواهد گرفت. فردا سائکی پیش یابوشیگه می‌رود و به او سر بریده سفیرش را که برای دلجویی از ایشیدو فرستاده بود نشان می‌دهد. یابوشیگه که احساس ناامیدی می‌کند، بلکتورن را می‌بیند که به کشتی مصادره شده‌اش خیره شده است. یابوشیگه سعی می‌کند او را برای استفاده درست از شمشیر آموزش دهد که ناگهان بونتارو، که قادر به تحمل کردن او نیست، سر می‌رسد و با شمشیر خود قصد دارد بلکتورن را بکشد؛ اما منصرف می‌شود. بونتارو که دیگر نمی‌تواند بلکتورن را تحمل کند نزد توراناگا می‌رود و می‌گوید که بلکتورن همسرش ماریکو را اغوا کرده است و رسماً از او درخواست می‌کند که اجازه دهد بلکتورن را بکشد. توراناگا می‌گوید که در این صورت او باید هرچه سریع‌تر همسر خیانت‌کارش را هم بکشد؛ اما بونتارو این را نمی‌خواهد و درخواستش را پس می‌گیرد. ولی در ادامه، ماریکو خودش از توراناگا می‌خواهد که اجازه دهد به زندگی ننگینش پایان دهد؛ اما توراناگا قبول نمی‌کند. صبح روز بعد، توراناگا رسماً به سائکی اعلام می‌کند که قصد تسلیم شدن دارد و علی‌رغم اعتراض ناگاکادو و یابوشیگه، می‌گوید که حملهٔ آسمان خونین رخ نخواهد داد. در این زمان بلکتورن متأسف شده به زبان ژاپنی می‌گوید: «همه مرده‌اید». این تصمیم توراناگا برای یاران و ازجمله پسرش ناگاکادو قابل پذیرش نییت. در ادامه و زمانی که سائکی در فاحشه‌خانه به سر می‌برد، او و کیکو نقشه‌ای می‌کشند تا او را بکشند. ناگاکادو به سائکی حمله‌ور می‌شود و شمشیر خود را بلند می‌کند تا او را بکشد؛ اما در آخرین لحظات، پایش لیز می‌خورد و سرش در برخورد با سنگی می‌شکند. او بلافاصله ضربه مغزی می‌شود و به سرعت جان می‌دهد و جسدش در مقابل سائکی به درون آب باران غوطه‌ور می‌شود. |                             |                    |                              |                   |                            |
| ۸ | «بخش هشتم: شکاف زندگی»      | امانوئل اوسی-کافور | شانون گاس                    | ۹ آوریل ۲۰۲۴      | ۰٫۴۳۶                      |
| توراناگا و ارتشش برای تدارک مراسم خاکسپاری ناگاکادو و ۴۹ روز عزاداری به ادو می‌روند. ایشیدو برای تقویت اتحاد آن‌ها به اوچیبا پیشنهاد ازدواج می‌دهد. آلویتو به توراناگا پیشنهاد می‌کند که با اوچیبا متحد شود و ایشیدو را سرنگون کند، اما توراناگا به کشیش می‌گوید که به ایشیدو اطلاع دهد رسماً تسلیم خواهد شد. بونتارو و ماریکو مراسم چای برگزار می‌کنند و آن‌جا که بونتارو به او به پیشنهاد خودکشی‌شان را می‌دهد تا به تسلیم شدن توراناگا اعتراض کنند، اما ماریکو قبول نمی‌کند. بلکثورن از همسفران سابق خود بازدید می‌کند، اما در آن‌جا سالامون به او در مورد تصمیماتی که آن‌ها را به ژاپن آورده اعتراض می‌کند. بلکثورن مقابل یابوشیگه درخواست خدمت به او را می‌کند اما یابوشیگه در ابتدا امتناع می‌کند. دایوین دچار سکته می‌شود. قبل از مرگش از اوچیبا می‌خواهد که به خصومت‌های خود پایان دهد و گروگان‌ها را آزاد کند. دست نشاندگان توراناگا نام خود را با یک نامهٔ رسمی تسلیم امضا می‌کنند، اما هیروماتسو در سرپیچی مرتکب هاراکیری می‌شود. توراناگا به ماریکو فاش می‌کند که هیروماتسو خودکشی کرد تا دشمنانش باور کنند شکست او واقعی است؛ بنابراین یابوشیگه متقاعد شده و خدمات بلکثورن را می‌پذیرد. توراناگا از ماریکو می‌خواهد که از طرف او به اوساکا سفر کند. صبح روز بعد، توراناگا در گورستان از پسرش و هیروماتسو تشکر می‌کند و عهد می‌بندد زمانی که با مرگ آن‌ها به دست آمده را تلف نکند. |                             |                    |                              |                   |                            |
| ۹ | «بخش نهم: آسمان خونین»      | فردریک ئی.او. توی  | ریچل کندو و کیلین پوئنته     | ۱۶ آوریل ۲۰۲۴     | ن/م                        |
| بلکثورن، ماریکو و یابوشیگه به اوساکا می‌روند تا از جانب توراناگا تسلیم شوند. ماریکو به درخواست توراناگا می‌خواهد به همراه خانوادهٔ توراناگا شهر را ترک کند، اما طی تلاش او برای ترک، نگهبانان بر او چیره می‌شوند؛ بنابراین او اعلام می‌کند که در غروب آفتاب جان خود را خواهد گرفت. آن‌گاه ایشیدو موافقت می‌کند که یابوشیگه در ازای خدمت به او عفو خواهد شد. اوچیبا مخفیانه با ماریکو ملاقات می‌کند و دوران کودکی‌شان را در تلاش برای تسلیم مسالمت‌آمیز او بازگو می‌کند، اما ماریکو قبول نمی‌کند. ماریکو به زودی برای انجام هاراکیری آماده می‌شود، اما ایشیدو او را متوقف می‌کند و به او اجازه خروج از شهر را می‌دهد. در اواخر همان شب، بلکثورن و ماریکو هم‌آغوشی می‌کنند. یابوشیگه با پذیرفتن پیشنهاد ایشیدو، به ارتش شینوبی اجازه نفوذ به قلعه را می‌دهد، اما بلکثورن از ربودن ماریکو جلوگیری می‌کند. در میانهٔ هرج‌ومرج، بلکثورن، ماریکو، یابوشیگه و همسرانِ توراناگا خود را در انباری محبوس می‌کنند، اما پس از اینکه شینوبی مواد منفجره را برای باز کردن در نصب می‌کند، ماریکو با کمال میل در مقابل آن می‌ایستد تا به ایشیدو اعتراض کند و در اثر انفجار کشته می‌شود. |                             |                    |                              |                   |                            |
| ۱۰ | «رؤیای یک رؤیا»             | فردریک ئی.او. توی  | میگان هوانگ و امیلی یوشیدا   | ۲۳ آوریل ۲۰۲۴     | ن/م                        |
| در پیامدهای حمله به قلعه اوساکا، ماریکو به خاک سپرده می‌شود و شورا به اتفاق آرا به اعلام جنگ با توراناگا رأی می‌دهد. بلکثورن اوساکا را به همراه همسران یابوشیگه و توراناگا ترک می‌کند. کشیش آلویتو به او می‌گوید که ماریکو کلیسا را متقاعد کرده است از جان بلکثورن بگذرد. پس از رسیدن به آجیرو، آن‌ها متوجه می‌شوند که اراسموس نابود شده است و یابوشیگه دستگیر می‌شود در حالی که مردان توراناگا بی رحمانه به دنبال خائنان مشکوک هستند. توراناگا پس از شنیدن اعتراف یابوشیگه به کمک‌کردن به ایشیدو، به او دستور می‌دهد تا روز بعد سپّوکو انجام دهد. بلکثورن با فوجی دیدار می‌کند و فوجی به او اطلاع می‌دهد که از وظایفش کنار گذاشته شده است. روز بعد، بلکثورن از توراناگا درخواست می‌کند که از مردمان آجیرو چشم‌پوشی کند و او را به انجام سپّوکو تهدید می‌کند، اما توراناگا او را حین انجام سپّوکو متوقف می‌کند و به او دستور ساخت ناوگانی از کشتی‌ها را می‌دهد. توراناگا بعداً به یابوشیگه اعتراف کرد که دستور نابودی اراسموس را صادر کرد تا بلکثورن از ژاپن خارج نشود و مرگ ماریکو در متقاعد کردن اوچیبا نقش داشت تا پیش از نبرد آیندهٔ سکیگاهارا از حمایت به ایشیدو دست بردارد. پس از اینکه توراناگا از افشای کل نقشه خود امتناع کرد، یابوشیگه حکم خود را اجرا می‌کند و مرتکب سپپوکو می‌شود. با کمک بونتارو و روستاییان، بلکثورن اراسموس را از زیر آب خارج می‌کند و توراناگا از دور آن‌ها را مشاهده می‌کند. |                             |                    |                              |                   |                            |

## تولید

### توسعه
طی تور مطبوعاتی تابستانهٔ انجمن منتقدان تلویزیون در اوت ۲۰۱۸، اف‌اکس اعلام کرد که اقتباس جدیدی از رمان شوگون چاپ سال ۱۹۷۵ نوشتهٔ جیمز کلیول خواهد ساخت و سفارش ساخت مجموعه‌ای را داده است. انتظار می‌رفت که تهیه‌کنندگان اجرایی شامل اندرو مک‌دانلد، آلون رایش، مایکل دلوکا، جیمز کلیول، تیم وان پاتن، یوجین کلی و رونان بنت باشند. ریچل بنت به‌عنوان تهیه‌کننده ناظر، تام وینچستر به عنوان تهیه‌کننده، جورجینا پوپ به عنوان تهیه‌کننده مشترک و اریکو میاگاوا به عنوان دستیار تهیه‌کننده در نظر گرفته شد. پاتن نیز کارگردانی و رونان بنت نیز نویسندگی این مجموعه را بر عهده داشت. اف‌اکس پروداکشنر در مقام شرکت سازندهٔ این مجموعه حضور داشت. هیرویوکی سانادا نیز تهیه‌کننده و بازیگر نقش اول شد.
هیرویوکی سانادا در مصاحبه ای با یواس‌ای تودی نقش خود به‌عنوان تهیه‌کننده را بیان کرد و گفت: «پس از ۲۰ سال در هالیوود، من تهیه‌کننده هستم؛ یعنی می‌توانم هر چیزی را در هر زمان بگویم.» او همچنین بر موثق نگه‌داشتن نمایش در تاریخ ژاپن تأکید کرد: «اگر چیزی نادرست باشد، مردم نمی‌توانند روی این درام تمرکز کنند. آنها نمی‌خواهند چنان نمایشی را ببینند. لازم بود که قابل اعتماد باشیم.»
در مهٔ ۲۰۲۴ رسماً اعلام شد که فصل‌های دوم و سوم در حال توسعه هستند، و اتاق نویسندگان در میانهٔ سال ۲۰۲۴ تشکیل می‌شود.

### فیلم‌برداری
قرار بود تصویربرداری اصلی این مجموعه در مارس ۲۰۱۹ در ژاپن و بریتانیا آغاز شود؛ اما این قرار به تعویق افتاد زیرا شبکه احساس کرد مراحل تولید به اندازهٔ کافی خوب پیش نرفته و می‌خواهند اهداف بهتری داشته باشند. هیرویوکی سانادا در سال ۲۰۱۹ فیلمبرداری یک روزه‌ای را انجام داد تا اف‌اکس حق مالکیت را زمانی که مجموعه در حال بازسازی بود حفظ کند.
در ژانویه ۲۰۲۰، مشخص شد پس از اینکه نویسنده اصلی یعنی رونان بنت دیگر برای ادامه کار بر فیلم‌نامه حاضر نبود، آن‌ها کار را از ابتدا به‌همراه نویسنده و تهیه‌کننده اجرایی جاستین مارکس آغاز کردند و در کنار همسرش، سرپرست تهیه‌کننده یعنی ریچل کُندو، همکاری کردند. تیم نویسندگی مجموعه نیز شامل شانون گاس، تهیه‌کننده مشترک یعنی مت لمبرت، تهیه‌کننده مشاور یعنی میگان هوانگ ویراستار فیلم‌نامه و هیئت تحریریه یعنی امیلی یوشیدا می‌شود.
تصویربرداری اصلی این مجموعه در ۲۲ سپتامبر ۲۰۲۱ در ونکوور، بریتانیا، و ژاپن آغاز شد و تا ۳۰ ژوئن ۲۰۲۲، دو ماه بیشتر از حد انتظار ادامه یافت. درخت کاج ژاپنی که در صحنه فیلم‌برداری استفاده می‌شد، پس از فیلم‌برداری به تالار شهر پورت مودی اهدا و آن‌جا کاشته شد.

## پخش
دو قسمت نخست شوگون در ۲۷ فوریه ۲۰۲۴ از طریق هولو و اف‌اکس نمایش داده شد. قسمت‌های باقی‌ماندهٔ این مجموعهٔ ۱۰ قسمتی به صورت هفتگی در هر سه‌شنبه پخش شدند. در سطح بین‌المللی، این مجموعه در استار+ (در آمریکای لاتین) و دیزنی پلاس (در سطح جهانی) در دسترس قرار گرفت.

## بازخورد

### آمار بینندگان
بر طبق برنامهٔ رهگیری بینندهٔ سامبا تی‌وی، شوگون  بین ۲۶ فوریه و ۳ مارس ۲۰۲۴ استریم‌شده‌ترین برنامه در همهٔ پلتفرم‌ها بود. همچنین این مجموعه طی هفته دوم خود در تمام پلتفرم‌ها بیشترین پخش را داشت. درپ عنوان کرد که شوگون یکی از معدود سریال‌های غیر نتفلیکس بود که رتبه نخست را پشت سر هم داشت. در ۶ مارس ۲۰۲۴ مشخص شد که شوگون در شش روز نخست انتشار، ۹ میلیون بازدید در پلتفرم‌های هولو، دیزنی پلاس و استار+ داشته است.

### واکنش انتقادی
شوگون در سطح جهانی مورد تحسین منتقدان قرار گرفت. در وبگاه جمع‌آوری نقد راتن تومیتوز، ۹۹٪ از ۱۰۷ منتقد به این مجموعه نقد مثبت دادند. اجماع منتقدان این وبگاه چنین است: «شوگون که از دید بصری فاخر و غنی‌شده با حقیقت‌نمایی فرهنگی است، یک بازآفرینی حماسی محسوب می‌شود که از نسخهٔ اولیه عملکرد بهتری دارد.» این مجموعه در متاکریتیک بر اساس نظر ۳۹ منتقد، میانگین امتیاز ۸۵ از ۱۰۰ را دارد که نشان‌دهندهٔ «تحسین همگانی» است.